# Klein Rodensleben
Klein Rodensleben ist ein Ortsteil der Stadt Wanzleben-Börde im Landkreis Börde in Sachsen-Anhalt.

## Geografie
Die Gemarkung Klein Rodensleben liegt südlich des kleinen Flusses Schrote inmitten der waldarmen, aber sehr fruchtbaren Magdeburger Börde, etwa 10 km vom Stadtgebiet Magdeburgs entfernt.

## Geschichte

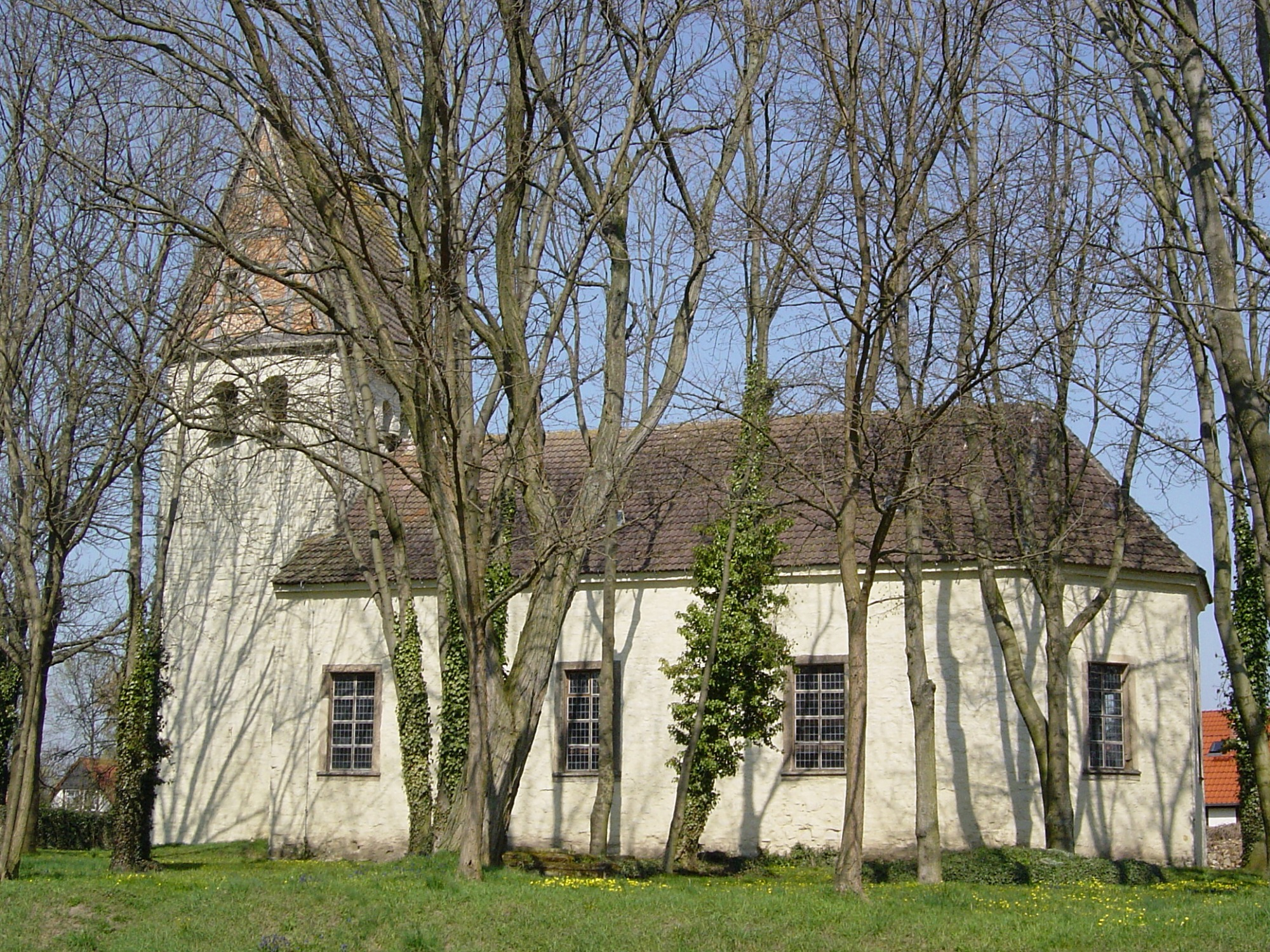
Evangelische Kirche St. Pankratius in Klein Rodensleben

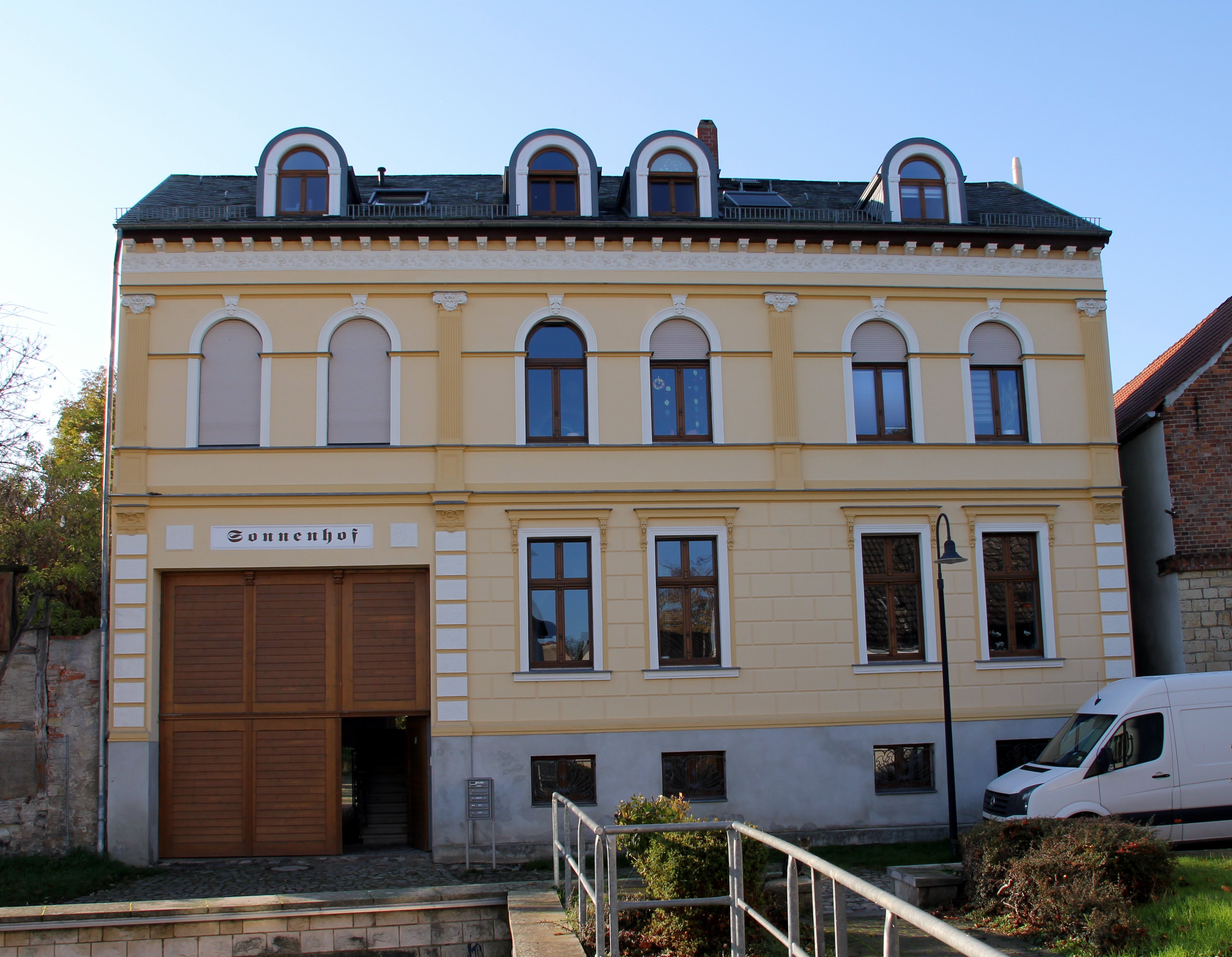
Gutshaus in Klein Rodensleben

Den schriftlichen Nachweis der Existenz erbringt eine Urkunde aus dem Jahr 888. Darin wird der Ort als Rodensleva bezeichnet.
Der Ortsnamensbestandteil -leben ist dort erläutert.
Die evangelische Dorfkirche „St. Pankratius“ mit einem romanischen Querturm ist mit einer bemerkenswerten Orgel aus dem Jahr 1748 ausgestattet. 1798 wurde das Dorf durch ein Feuer völlig zerstört, der Neuaufbau des Ortes zog sich in mehreren Etappen über 70 Jahre hin.
Die Nähe zu Magdeburg und die günstige Verkehrslage (Autobahnen 2 und 14) macht Klein Rodensleben heute attraktiv für neue Wohn- und Gewerbeansiedlungen.
Am 1. Januar 2010 schlossen sich die bis dahin selbstständigen Gemeinden Klein Rodensleben, Bottmersdorf, Domersleben, Dreileben, Eggenstedt, Groß Rodensleben und Hohendodeleben sowie die Städte Seehausen und Wanzleben zur neuen Stadt Wanzleben-Börde zusammen.

## Politik

### Bürgermeister
Der letzte Bürgermeister der Gemeinde Klein Rodensleben war Norbert Hoße.

### Wappen
Das Wappen wurde am 15. September 1995 durch das Regierungspräsidium Magdeburg genehmigt.
Blasonierung: „In Gold auf grünem Dreiberg eine rote Rose am grünen Stengel mit grünen Kelchblättern und goldenem Butzen.“
Die Farben der ehemaligen Gemeinde sind Rot-Gelb.
Im Landesarchiv Sachsen-Anhalt in Magdeburg ist eine Urkunde des Jahres 1707 archiviert, die ein im 18. Jh. gebräuchliches Siegel der Bürgerschaft von Klein Rodensleben trägt. Das Siegel hat einen Durchmesser von 28 mm und trägt die Umschrift „LVTGEN . ROTENSLEBEN“ – also Klein Rodensleben. Sein Bild zeigt einen von rechts kommenden Arm, der eine Rose von einem Hügel bzw. von einer Wiese pflückt bzw. diese berührt. Die Rose ist als heraldische Rose gezeichnet und trägt am Stängel links und rechts Blätter.
Das Wappen wurde von dem Magdeburger Kommunalheraldiker Jörg Mantzsch gestaltet und ins Genehmigungsverfahren geführt.

### Flagge
Die Flagge ist Rot-Gelb gestreift mit dem aufgelegten Wappen.

## Gedenkstätte
- Grabstätten auf dem Ortsfriedhof für namentlich bekannte Polen, einen Mann und eine Frau, die während des Zweiten Weltkrieges nach Deutschland verschleppt und Opfer von Zwangsarbeit wurden

## Persönlichkeiten
- Matthias Christian Rabbethge (1804–1902); Landwirt, Pionier der Rübenzucht
- Johannes Halm (1893–1953), evangelischer Pastor und Mitglied der Bekennenden Kirche[3]

## Wirtschaft und Infrastruktur
In Klein Rodensleben sind ca. 25 Unternehmen ansässig.

### Verkehrsanbindung
Klein Rodensleben ist durch Landstraßen mit den umliegenden Orten Seehausen, Wanzleben und Magdeburg verbunden. Die Autobahn-Anschlüsse Irxleben (A 2) und Wanzleben (A 14) sind jeweils ca. 10 km von der Gemeinde entfernt. Der nahegelegene Bahnhof Wellen liegt an der Bahnlinie Magdeburg–Braunschweig.